# The Flying Torpedo
The Flying Torpedo é um filme de drama mudo produzido nos Estados Unidos e lançado em 1916. É atualmente considerado um filme perdido.